# Килбэн, Кевин
Ке́вин Дэ́ниел Килбэ́н (англ. Kevin Daniel Kilbane, МФА: [kɪlˈbæn]; 1 февраля 1977, Престон, Ланкашир, Англия) — ирландский футболист. Выступал на позиции левого полузащитника.
Всю свою карьеру защищал цвета различных английских клубов, таких как «Престон Норт Энд», «Вест Бромвич Альбион», «Сандерленд», «Эвертон», «Уиган Атлетик», «Халл Сити», «Хаддерсфилд Таун», «Дерби Каунти» и «Ковентри Сити».
Также играл в национальной сборной Ирландии, за которую провёл 110 матчей, что является третьим после Робби Кина и Шея Гивена показателем по числу игр за «парней в зелёном». Участник чемпионата мира 2002 года.
Ирландец совмещал карьеру игрока с деятельностью спортивного журналиста, в частности он работал в качестве футбольного эксперта на ирландском телеканале «Raidió Teilifís Éireann».

## Клубная карьера

### Ранние годы
Килбэн — воспитанник клуба «Престон Норт Энд», который базируется в родном городе Кевина, Престоне. Ирландец окончил академию «белоснежных» и в 1995 году подписал с командой свой первый профессиональный контракт. Молодой талантливый полузащитник сразу привлёк к себе внимание других английских клубов. В 1997 году «Престон» продал Килбэна в «Вест Бромвич Альбион» за один миллион фунтов стерлингов. Этот трансфер означал, что Кевин стал первым игроком «дроздов», за которого заплатили больше миллиона фунтов.
В новом клубе ирландец быстро освоился, начал показывать хорошую игру и вскоре стал любимцем публики «Хоторнс». В это же время он впервые удостоился внимания со стороны тренеров сборной Ирландии, будучи вызванным в её ряды.

### «Сандерленд»
В декабре 1999 года наставник «Сандерленда», Питер Рид, сделал «Вест Бромвичу» предложение по покупке Килбэна в размере 2,5 миллионов фунтов. Руководство «дроздов» дало согласие на данную сделку, и Кевин стал игроком «чёрных котов». Этот трансфер стал третьим по стоимости во всей истории «Сандерленда».
В своём дебютном матче за новый клуб, который состоялся 18 декабря 1999 года, Килбэн, выйдя на замену на 87-й минуте поединка, ассистировал своему одноклубнику Кевину Филлипсу, чей гол закрепил победу «чёрных котов» над «Саутгемптоном». Игра закончилась со счётом 2:0. Однако эта победа стала последней удачей «Сандерленда» — следующего выигрыша они добились лишь 1 апреля 2010 года. В прессе это время окрестили «проклятием Килбэна» — ирландский новичок команды никак не мог поразить ворота противников, хотя каждый матч имел верные возможности для взятия ворот.
В добавление ко всему фанаты «Сандерленда» выбрали именно его для обвинений в неудачах команды. Свой первый гол за «чёрных котов» Кевин забил 8 апреля в ворота «Уимблдона», этот мяч стал единственным для него в сезоне 1999/00.
Фанаты продолжили обструкцию ирландского полузащитника и в межсезонье. В результате в одном из матчей предсезонной подготовке во Франции Кевин не выдержал оскорблений и показал болельщикам «Сандерленда» «жест Эффенберга». Этот инцидент ещё более усугубил отношения ирландца с «суппортерами» команды. За пять лет, проведённых в составе «Сандерленда», Кевин так и не смог добиться благосклонности от фанатов. В 2003 году руководство «чёрных котов» под напором общественности, решило продать Килбэна.

### «Эвертон»
В последний день летнего трансферного окна 2003 года было объявлено, что Кевин покидает Сандерленд и пополнит ряды ливерпульского клуба «Эвертон». Это означало, что Килбэн будет вновь работать с бывшим главным тренером «Престона», а ныне наставником «синих», Дэвидом Мойесом.
На «Гудисон Парк» в отличие от «Стэдиум оф Лайт» публика моментально полюбила ирландца. А он, в свою очередь, сполна отплатил ей за это своей игрой. В феврале 2005 года ирландская Футбольная ассоциация признала Кевина лучшим игроком Ирландии в сезоне 2004/05. В период своих выступлений за «ирисок» Килбэн прослыл настоящим универсалом, одинаково хорошо выступая, как на своей привычной позиции левого хавбека, так и на правом фланге полузащиты, в позиции второго форварда и даже левого защитника. Всё это привело к тому, что многие клубы захотели выкупить права на ирландца, и в конце августа 2006 года он согласился перейти в «Уиган Атлетик».
26 августа Кевин сыграл свой последний матч в футболке «Эвертона». Достойным прощание не вышло — ирландец был удалён за две жёлтые карточки уже на 33-й минуте игры против «Тоттенхэм Хотспур».

### «Уиган Атлетик»
31 августа Килбэн подписал с «Уиганом» трёхлетний контракт. Сумма сделки «Атлетик» с «Эвертоном» составила два миллионов фунтов. 15 апреля 2007 года Кевин в матче с «Тоттенхэмом» забил свой первый гол за «Уиган». Этот мяч стал для ирландца первым забитым голом в английской Премьер-лиге с октября 2004 года. Во второй раз Кевин поразил ворота соперников в феврале следующего года. Произошло это в матче «Атлетик» против «Вест Хэм Юнайтед», когда, откликнувшись на подачу Райана Тейлора, Килбэн ударом головой забил мяч в ворота вратаря Роберта Грина. Гол оказался победным — «Уиган» победил 1:0. Бо́льшую часть своего второго сезона за «Атлетик» Кевин провёл на позиции левого защитника, и, несмотря на незнакомую для себя позицию, хорошей игрой заслужил признания «Лучшего игрока года» по версии болельщиков команды. В следующем футбольном году Килбэн был вытеснен из основного состава «Уигана» новичком клуба Мейнором Фигероа, контракт ирландца с «Атлетик» заканчивался летом 2009 года — всё это вынудило руководство клуба выставить Кевина на трансфер.

### «Халл Сити»

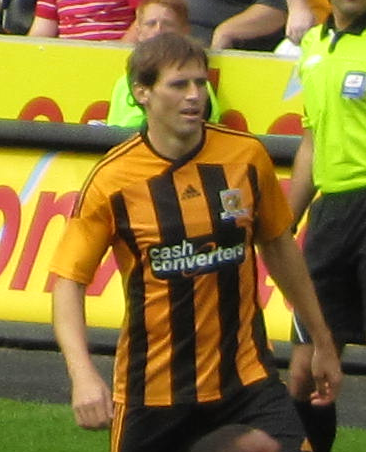
Килбэн в игре за «Халл Сити» в 2011 году

15 января 2009 года Килбэн перебрался в «Халл Сити», который заплатил за него «Уигану» 500 тысяч фунтов. Контракт ирландца с «тиграми» был подписан сроком на два с половиной года. 10 апреля 2010 года Килбэн забил за «Халл» свой первый гол, поразив ворота «Бернли».

### «Хаддерсфилд Таун»
1 января 2011 года руководство «тигров» отдало Кевина в аренду до конца сезона 2010/11 в клуб «Хаддерсфилд Таун». В тот же день Килбэн дебютировал в составе своей новой команды в поединке против «Карлайл Юнайтед». 15 января Кевин открыл счёт своим голам в «Таун», отличившись в матче с «Уолсоллом».

### «Дерби Каунти»
2 августа 2011 года Кевин вновь отправился в аренду — новым временным работодателем ирландца стал клуб «Дерби Каунти». Договор ссуды был заключён сроком на шесть месяцев. Через четыре дня Килбэн впервые сыграл за «баранов» в официальном поединке, проведя полный матч с «Бирмингем Сити». 20 августа ирландец впервые отличился голом за «Дерби», поразив ворота клуба «Донкастер Роверс». 29 ноября «Каунти» были вынуждены досрочно завершить аренду Килбэна из-за травмы спины, которую он получил на одной из тренировок. Всего за «Дерби» Кевин сыграл десять матчей.

### «Ковентри Сити»
5 июля 2012 года Кевин на правах свободного агента вследствие окончания его контракта с «Халл Сити» подписал годичное соглашение о сотрудничестве с командой «Ковентри Сити». 14 августа Килбэн дебютировал в своём новом клубе, отыграв полный матч в рамках Кубка лиги против «Дагенем энд Редбридж». Первый «блин» не вышел «комом» — реализовав пенальти на 90-й минуте встречи, ирландец принёс победу «небесно-голубым» с минимальным счётом 1:0.

### Клубная статистика

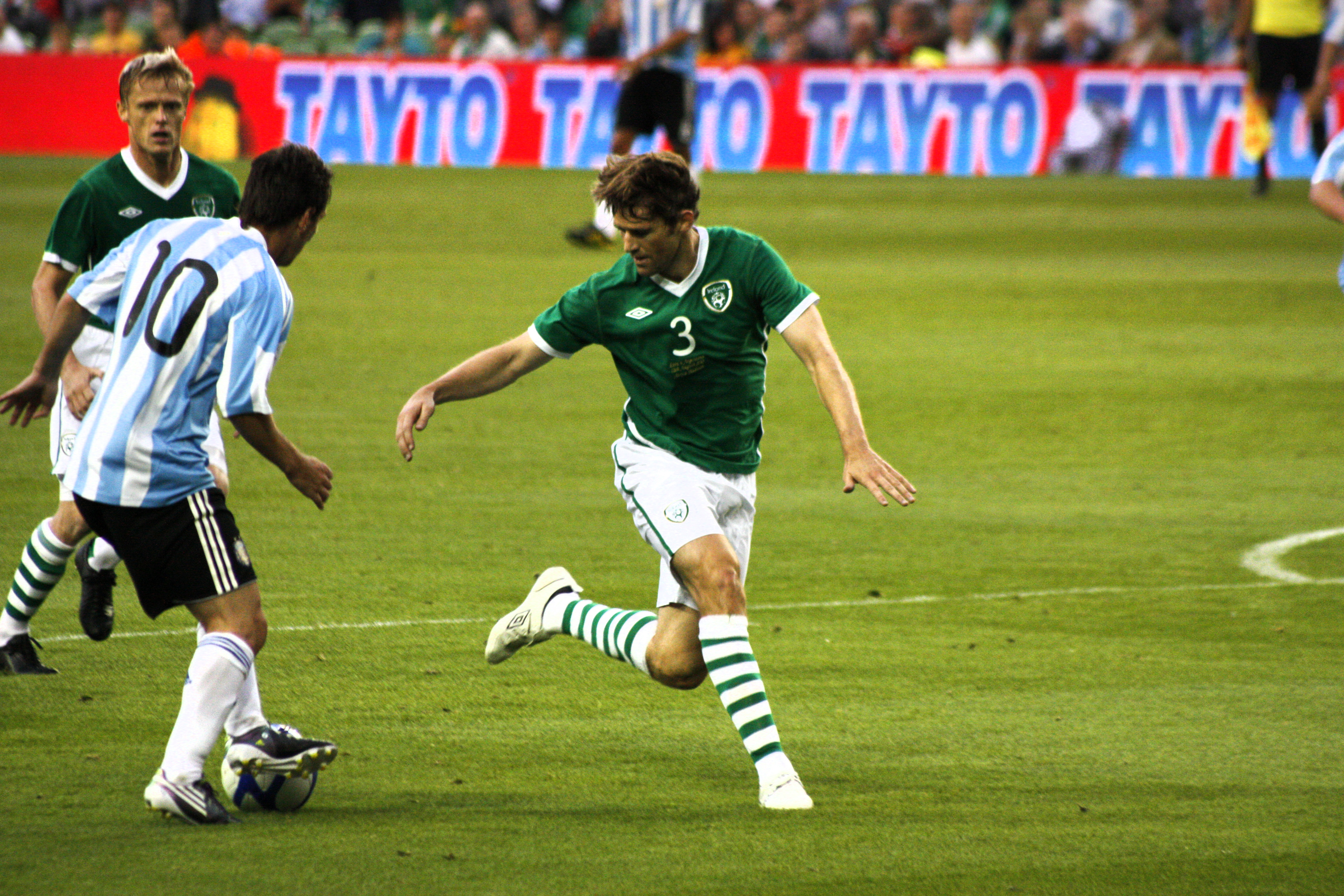
11 августа 2010. Ирландия — Аргентина. Килбэн (№ 3) против Лионеля Месси.

| Клуб                        | Сезон                       | Чемпионат | Чемпионат | Кубок | Кубок | Кубок Лиги | Кубок Лиги | Трофей Футбольной Лиги | Трофей Футбольной Лиги | Плей-офф Лиги | Плей-офф Лиги | Еврокубки | Еврокубки | Итого | Итого |
| Клуб                        | Сезон                       | Игры      | Голы      | Игры  | Голы  | Игры       | Голы       | Игры                   | Голы                   | Игры          | Голы          | Игры      | Голы      | Игры  | Голы  |
| --------------------------- | --------------------------- | --------- | --------- | ----- | ----- | ---------- | ---------- | ---------------------- | ---------------------- | ------------- | ------------- | --------- | --------- | ----- | ----- |
| Престон Норт Энд            | 1994/95                     | 1         | 0         | —     | —     | —          | —          | —                      | —                      | —             | —             | —         | —         | —     | —     |
| Престон Норт Энд            | 1995/96                     | 11        | 1         | —     | —     | —          | —          | —                      | —                      | —             | —             | —         | —         | —     | —     |
| Престон Норт Энд            | 1996/97                     | 36        | 2         | —     | —     | 4          | 0          | —                      | —                      | —             | —             | —         | —         | 40    | 2     |
| Всего за «Престон Норт Энд» | Всего за «Престон Норт Энд» | 48        | 3         | 1     | 0     | 4          | 0          | 2                      | 0                      | 0             | 0             | 0         | 0         | 55    | 3     |
| Вест Бромвич Альбион        | 1997/98                     | 43        | 4         | 2     | 1     | 3          | 0          | —                      | —                      | —             | —             | —         | —         | 48    | 5     |
| Вест Бромвич Альбион        | 1998/99                     | 44        | 6         | 1     | 0     | 2          | 0          | —                      | —                      | —             | —             | —         | —         | 47    | 6     |
| Вест Бромвич Альбион        | 1999/00                     | 19        | 5         | 1     | 0     | 5          | 2          | —                      | —                      | —             | —             | —         | —         | 25    | 7     |
| Всего за «Вест Бромвич»     | Всего за «Вест Бромвич»     | 106       | 15        | 4     | 1     | 10         | 2          | 0                      | 0                      | 0             | 0             | 0         | 0         | 120   | 18    |
| Сандерленд                  | 1999/00                     | 20        | 1         | —     | —     | —          | —          | —                      | —                      | —             | —             | —         | —         | 20    | 1     |
| Сандерленд                  | 2000/01                     | 30        | 4         | 3     | 1     | 1          | 0          | —                      | —                      | —             | —             | —         | —         | 34    | 5     |
| Сандерленд                  | 2001/02                     | 28        | 2         | 1     | 0     | 1          | 0          | —                      | —                      | —             | —             | —         | —         | 30    | 2     |
| Сандерленд                  | 2002/03                     | 30        | 1         | 3     | 0     | 1          | 0          | —                      | —                      | —             | —             | —         | —         | 34    | 1     |
| Сандерленд                  | 2003/04                     | 5         | 0         | —     | —     | 1          | 0          | —                      | —                      | —             | —             | —         | —         | 6     | 0     |
| Всего за «Сандерленд»       | Всего за «Сандерленд»       | 113       | 8         | 7     | 1     | 4          | 0          | 0                      | 0                      | 0             | 0             | 0         | 0         | 124   | 9     |
| Эвертон                     | 2003/04                     | 30        | 3         | 3     | 1     | —          | —          | —                      | —                      | —             | —             | —         | —         | 33    | 4     |
| Эвертон                     | 2004/05                     | 38        | 1         | 3     | 0     | 2          | 0          | —                      | —                      | —             | —             | —         | —         | 43    | 1     |
| Эвертон                     | 2005/06                     | 34        | 0         | 4     | 0     | 1          | 0          | —                      | —                      | —             | —             | 4         | 0         | 43    | 0     |
| Эвертон                     | 2006/07                     | 2         | 0         | —     | —     | —          | —          | —                      | —                      | —             | —             | —         | —         | 2     | 0     |
| Всего за «Эвертон»          | Всего за «Эвертон»          | 104       | 4         | 10    | 1     | 3          | 0          | 0                      | 0                      | 0             | 0             | 4         | 0         | 121   | 5     |
| Уиган Атлетик               | 2006/07                     | 31        | 1         | 1     | 0     | 1          | 0          | —                      | —                      | —             | —             | —         | —         | 33    | 1     |
| Уиган Атлетик               | 2007/08                     | 35        | 1         | 2     | 0     | 1          | 0          | —                      | —                      | —             | —             | —         | —         | 38    | 1     |
| Уиган Атлетик               | 2008/09                     | 10        | 0         | 1     | 0     | 2          | 0          | —                      | —                      | —             | —             | —         | —         | 13    | 0     |
| Всего за «Уиган Атлетик»    | Всего за «Уиган Атлетик»    | 76        | 2         | 4     | 0     | 4          | 0          | 0                      | 0                      | 0             | 0             | 0         | 0         | 84    | 2     |
| Халл Сити                   | 2008/09                     | 16        | 0         | —     | —     | —          | —          | —                      | —                      | —             | —             | —         | —         | 16    | 0     |
| Халл Сити                   | 2009/10                     | 21        | 1         | 1     | 0     | 2          | 0          | —                      | —                      | —             | —             | —         | —         | 24    | 1     |
| Халл Сити                   | 2010/11                     | 14        | 1         | —     | —     | 1          | 0          | —                      | —                      | —             | —             | —         | —         | 15    | 1     |
| Всего за «Халл Сити»        | Всего за «Халл Сити»        | 51        | 2         | 1     | 0     | 3          | 0          | 0                      | 0                      | 0             | 0             | 0         | 0         | 55    | 2     |
| Хаддерсфилд Таун            | 2010/11                     | 24        | 2         | 2     | 0     | —          | —          | 2                      | 0                      | 3             | 1             | —         | —         | 31    | 3     |
| Всего за «Хаддерсфилд Таун» | Всего за «Хаддерсфилд Таун» | 24        | 2         | 2     | 0     | 0          | 0          | 2                      | 0                      | 3             | 1             | 0         | 0         | 31    | 3     |
| Дерби Каунти                | 2011/12                     | 9         | 1         | —     | —     | 1          | 0          | —                      | —                      | —             | —             | —         | —         | 10    | 1     |
| Всего за «Дерби Каунти»     | Всего за «Дерби Каунти»     | 9         | 1         | 0     | 0     | 1          | 0          | 0                      | 0                      | 0             | 0             | 0         | 0         | 10    | 1     |
| Ковентри Сити               | 2012/13                     | 9         | 0         | —     | —     | 2          | 2          | 1                      | 0                      | —             | —             | —         | —         | 12    | 2     |
| Всего за «Ковентри Сити»    | Всего за «Ковентри Сити»    | 9         | 0         | 0     | 0     | 2          | 2          | 1                      | 0                      | 0             | 0             | 0         | 0         | 12    | 2     |
| Всего за карьеру            | Всего за карьеру            | 540       | 37        | 29    | 3     | 31         | 4          | 5                      | 0                      | 3             | 1             | 4         | 0         | 612   | 45    |

## Сборная Ирландии
Дебют Килбэна в национальной команде Ирландии состоялся 6 сентября 1997 года, когда в отборочном матче к чемпионату мира 1998 «парни в зелёном» встречались с исландцами.
В составе ирландцев Кевин принимал участие в мировом первенстве 2002 года в Японии и Южной Корее. На этом турнире Килбэн отыграл все четыре матча своей команды, которая, показав неплохую игру, дошла до 1/8 финала, где уступила Испании. Матч получился очень напряжённым, основное и дополнительное время закончилось со счётом 1:1. В серии пенальти удачливее оказались испанцы, к тому же удары Килбэна и Коннолли в блестящем стиле парировал голкипер «Красной фурии», Икер Касильяс.
11 октября 2006 года Кевин впервые забил гол в футболке «парней в зелёном», поразив ворота сборной Чехии. 14 октября 2009 года, отыграв встречу против Черногории, Килбэн достиг отметки в 100 матчей за национальную команду. Свой последний, восьмой гол за сборную полузащитник забил, отправив снаряд в ворота Андорры 7 сентября 2011 года.
Кевин имеет третий показатель по количеству сыгранных матчей за «парней в зелёном» — у полузащитника таковых 110.

### Матчи и голы за сборную Ирландии
| №   | Дата             | Место                                                           | Оппонент          | Счёт | Голы Килбэна | Соревнование                                                      |
| 1   | 6 сентября 1997  | «Лаугардалсвёллур», Рейкьявик, Исландия                         | Исландия          | 4:2  | —            | Отборочный матч чемпионата мира по футболу 1998                   |
| 2   | 25 марта 1998    | «Андрюв», Оломоуц, Чехия                                        | Чехия             | 1:2  | —            | Товарищеский матч                                                 |
| 3   | 22 апреля 1998   | «Лэнсдаун Роуд», Дублин, Ирландия                               | Аргентина         | 0:2  | —            | Товарищеский матч                                                 |
| 4   | 28 апреля 1999   | «Лэнсдаун Роуд», Дублин, Ирландия                               | Швеция            | 2:0  | —            | Товарищеский матч                                                 |
| 5   | 9 июня 1999      | «Лэнсдаун Роуд», Дублин, Ирландия                               | Македония         | 1:0  | —            | Отборочный матч чемпионата Европы по футболу 2000                 |
| 6   | 1 сентября 1999  | «Лэнсдаун Роуд», Дублин, Ирландия                               | Югославия         | 2:1  | —            | Отборочный матч чемпионата Европы по футболу 2000                 |
| 7   | 4 сентября 1999  | «Максимир», Загреб, Хорватия                                    | Хорватия          | 0:1  | —            | Отборочный матч чемпионата Европы по футболу 2000                 |
| 8   | 8 сентября 1999  | Национальный стадион, Та-Кали, Мальта                           | Мальта            | 3:2  | —            | Отборочный матч чемпионата Европы по футболу 2000                 |
| 9   | 13 ноября 1999   | «Лэнсдаун Роуд», Дублин, Ирландия                               | Турция            | 1:1  | —            | Отборочный матч чемпионата Европы по футболу 2000 (стыковые игры) |
| 10  | 17 ноября 1999   | «Бурса Ататюрк», Бурса, Турция                                  | Турция            | 0:0  | —            | Отборочный матч чемпионата Европы по футболу 2000 (стыковые игры) |
| 11  | 23 февраля 2000  | «Лэнсдаун Роуд», Дублин, Ирландия                               | Чехия             | 3:2  | —            | Товарищеский матч                                                 |
| 12  | 26 апреля 2000   | «Лэнсдаун Роуд», Дублин, Ирландия                               | Греция            | 0:1  | —            | Товарищеский матч                                                 |
| 13  | 30 мая 2000      | «Лэнсдаун Роуд», Дублин, Ирландия                               | Шотландия         | 1:2  | —            | Товарищеский матч                                                 |
| 14  | 4 июня 2000      | «Солджэр Филд», Чикаго, США                                     | Мексика           | 2:2  | —            | Кубок Соединенных Штатов                                          |
| 15  | 6 июня 2000      | «Фоксборо», Фоксборо, США                                       | США               | 1:1  | —            | Кубок Соединенных Штатов                                          |
| 16  | 11 июня 2000     | «Джайентс», Ист-Ратерфорд, США                                  | ЮАР               | 2:1  | —            | Кубок Соединенных Штатов                                          |
| 17  | 2 сентября 2000  | «Амстердам АренА», Амстердам, Нидерланды                        | Нидерланды        | 2:2  | —            | Отборочный матч чемпионата мира по футболу 2002                   |
| 18  | 7 октября 2000   | «Да Луж», Лиссабон, Португалия                                  | Португалия        | 1:1  | —            | Отборочный матч чемпионата мира по футболу 2002                   |
| 19  | 11 октября 2000  | «Лэнсдаун Роуд», Дублин, Ирландия                               | Эстония           | 2:0  | —            | Отборочный матч чемпионата мира по футболу 2002                   |
| 20  | 15 ноября 2000   | «Лэнсдаун Роуд», Дублин, Ирландия                               | Финляндия         | 3:0  | 1            | Товарищеский матч                                                 |
| 21  | 24 марта 2001    | «Нео ГСП», Никосия, Кипр                                        | Кипр              | 4:0  | —            | Отборочный матч чемпионата мира по футболу 2002                   |
| 22  | 28 марта 2001    | «Мини Эстади», Барселона, Испания                               | Андорра           | 3:0  | 1            | Отборочный матч чемпионата мира по футболу 2002                   |
| 23  | 25 апреля 2001   | «Лэнсдаун Роуд», Дублин, Ирландия                               | Андорра           | 3:1  | 1            | Отборочный матч чемпионата мира по футболу 2002                   |
| 24  | 2 июня 2001      | «Лэнсдаун Роуд», Дублин, Ирландия                               | Португалия        | 1:1  | —            | Отборочный матч чемпионата мира по футболу 2002                   |
| 25  | 6 июня 2001      | «А. Ле Кок Арена», Таллин, Эстония                              | Эстония           | 2:0  | —            | Отборочный матч чемпионата мира по футболу 2002                   |
| 26  | 15 августа 2001  | «Лэнсдаун Роуд», Дублин, Ирландия                               | Хорватия          | 2:2  | —            | Товарищеский матч                                                 |
| 27  | 1 сентября 2001  | «Лэнсдаун Роуд», Дублин, Ирландия                               | Нидерланды        | 1:0  | —            | Отборочный матч чемпионата мира по футболу 2002                   |
| 28  | 6 октября 2001   | «Лэнсдаун Роуд», Дублин, Ирландия                               | Кипр              | 4:0  | —            | Отборочный матч чемпионата мира по футболу 2002                   |
| 29  | 10 ноября 2001   | «Лэнсдаун Роуд», Дублин, Ирландия                               | Иран              | 2:0  | —            | Отборочный матч чемпионата мира по футболу 2002 (стыковые игры)   |
| 30  | 15 ноября 2001   | «Азади», Тегеран, Иран                                          | Иран              | 0:1  | —            | Отборочный матч чемпионата мира по футболу 2002 (стыковые игры)   |
| 31  | 13 февраля 2002  | «Лэнсдаун Роуд», Дублин, Ирландия                               | Россия            | 2:0  | —            | Товарищеский матч                                                 |
| 32  | 17 апреля 2002   | «Лэнсдаун Роуд», Дублин, Ирландия                               | США               | 2:1  | —            | Товарищеский матч                                                 |
| 33  | 16 мая 2002      | «Лэнсдаун Роуд», Дублин, Ирландия                               | Нигерия           | 1:2  | —            | Товарищеский матч                                                 |
| 34  | 1 июня 2002      | «Ниигата», Ниигата, Япония                                      | Камерун           | 1:1  | —            | Чемпионат мира по футболу 2002 (финальные игры, групповой этап)   |
| 35  | 5 июня 2002      | «Кашима», Кашима, Япония                                        | Германия          | 1:1  | —            | Чемпионат мира по футболу 2002 (финальные игры, групповой этап)   |
| 36  | 11 июня 2002     | Международный стадион Иокогамы, Иокогама, Япония                | Саудовская Аравия | 3:0  | —            | Чемпионат мира по футболу 2002 (финальные игры, групповой этап)   |
| 37  | 16 июня 2002     | «Сувон Уорлд Кап Стэдиум», Сувон, Южная Корея                   | Испания           | 1:1  | —            | Чемпионат мира по футболу 2002 (финальные игры, 1/8 финала)       |
| 38  | 21 августа 2002  | Олимпийский стадион, Хельсинки, Финляндия                       | Финляндия         | 3:0  | —            | Товарищеский матч                                                 |
| 39  | 7 сентября 2002  | «Динамо», Москва, Россия                                        | Россия            | 2:4  | —            | Отборочный матч чемпионата Европы по футболу 2004                 |
| 40  | 16 октября 2002  | «Лэнсдаун Роуд», Дублин, Ирландия                               | Швейцария         | 1:2  | —            | Отборочный матч чемпионата Европы по футболу 2004                 |
| 41  | 12 февраля 2003  | «Хэмпден Парк», Глазго, Шотландия                               | Шотландия         | 2:0  | 1            | Товарищеский матч                                                 |
| 42  | 29 марта 2003    | Стадион имени Михаила Месхи, Тбилиси, Грузия                    | Грузия            | 2:1  | —            | Отборочный матч чемпионата Европы по футболу 2004                 |
| 43  | 2 апреля 2003    | «Кемаль Стафа», Тирана, Албания                                 | Албания           | 0:0  | —            | Отборочный матч чемпионата Европы по футболу 2004                 |
| 44  | 30 апреля 2003   | «Лэнсдаун Роуд», Дублин, Ирландия                               | Норвегия          | 1:0  | —            | Товарищеский матч                                                 |
| 45  | 7 июня 2003      | «Лэнсдаун Роуд», Дублин, Ирландия                               | Албания           | 2:1  | —            | Отборочный матч чемпионата Европы по футболу 2004                 |
| 46  | 11 июня 2003     | «Лэнсдаун Роуд», Дублин, Ирландия                               | Грузия            | 2:0  | —            | Отборочный матч чемпионата Европы по футболу 2004                 |
| 47  | 19 августа 2003  | «Лэнсдаун Роуд», Дублин, Ирландия                               | Австралия         | 2:1  | —            | Товарищеский матч                                                 |
| 48  | 6 сентября 2003  | «Лэнсдаун Роуд», Дублин, Ирландия                               | Россия            | 1:1  | —            | Отборочный матч чемпионата Европы по футболу 2004                 |
| 49  | 9 сентября 2003  | «Лэнсдаун Роуд», Дублин, Ирландия                               | Турция            | 2:2  | —            | Товарищеский матч                                                 |
| 50  | 11 октября 2003  | «Санкт-Якоб Парк», Базель, Швейцария                            | Швейцария         | 0:2  | —            | Отборочный матч чемпионата Европы по футболу 2004                 |
| 51  | 18 ноября 2003   | «Лэнсдаун Роуд», Дублин, Ирландия                               | Канада            | 3:0  | —            | Товарищеский матч                                                 |
| 52  | 18 февраля 2004  | «Лэнсдаун Роуд», Дублин, Ирландия                               | Бразилия          | 0:0  | —            | Товарищеский матч                                                 |
| 53  | 31 марта 2004    | «Лэнсдаун Роуд», Дублин, Ирландия                               | Чехия             | 2:1  | —            | Товарищеский матч                                                 |
| 54  | 18 августа 2004  | «Лэнсдаун Роуд», Дублин, Ирландия                               | Болгария          | 1:1  | —            | Товарищеский матч                                                 |
| 55  | 4 сентября 2004  | «Лэнсдаун Роуд», Дублин, Ирландия                               | Кипр              | 3:0  | —            | Отборочный матч чемпионата мира по футболу 2006                   |
| 56  | 8 сентября 2004  | «Санкт-Якоб Парк», Базель, Швейцария                            | Швейцария         | 1:1  | —            | Отборочный матч чемпионата мира по футболу 2006                   |
| 57  | 9 октября 2004   | «Стад де Франс», Сен-Дени, Франция                              | Франция           | 0:0  | —            | Отборочный матч чемпионата мира по футболу 2006                   |
| 58  | 13 октября 2004  | «Лэнсдаун Роуд», Дублин, Ирландия                               | Фарерские острова | 2:0  | —            | Отборочный матч чемпионата мира по футболу 2006                   |
| 59  | 16 ноября 2004   | «Лэнсдаун Роуд», Дублин, Ирландия                               | Хорватия          | 1:0  | —            | Товарищеский матч                                                 |
| 60  | 9 февраля 2005   | «Лэнсдаун Роуд», Дублин, Ирландия                               | Португалия        | 1:0  | —            | Товарищеский матч                                                 |
| 61  | 26 марта 2005    | «Рамат-Ган», Рамат-Ган, Израиль                                 | Израиль           | 1:1  | —            | Отборочный матч чемпионата мира по футболу 2006                   |
| 62  | 29 марта 2005    | «Рамат-Ган», Рамат-Ган, Израиль                                 | Китай             | 1:0  | —            | Товарищеский матч                                                 |
| 63  | 4 июня 2005      | «Лэнсдаун Роуд», Дублин, Ирландия                               | Израиль           | 2:2  | —            | Отборочный матч чемпионата мира по футболу 2006                   |
| 64  | 8 июня 2005      | «Торшвотль», Торсхавн, Фарерские острова                        | Фарерские острова | 2:0  | 1            | Отборочный матч чемпионата мира по футболу 2006                   |
| 65  | 17 августа 2005  | «Лэнсдаун Роуд», Дублин, Ирландия                               | Италия            | 1:2  | —            | Товарищеский матч                                                 |
| 66  | 7 сентября 2005  | «Лэнсдаун Роуд», Дублин, Ирландия                               | Франция           | 0:1  | —            | Отборочный матч чемпионата мира по футболу 2006                   |
| 67  | 8 октября 2005   | «Нео ГСП», Никосия, Кипр                                        | Кипр              | 1:0  | —            | Отборочный матч чемпионата мира по футболу 2006                   |
| 68  | 12 октября 2005  | «Лэнсдаун Роуд», Дублин, Ирландия                               | Швейцария         | 0:0  | —            | Отборочный матч чемпионата мира по футболу 2006                   |
| 69  | 1 марта 2006     | «Лэнсдаун Роуд», Дублин, Ирландия                               | Швеция            | 3:0  | —            | Товарищеский матч                                                 |
| 70  | 24 мая 2006      | «Лэнсдаун Роуд», Дублин, Ирландия                               | Чили              | 0:1  | —            | Товарищеский матч                                                 |
| 71  | 16 августа 2006  | «Лэнсдаун Роуд», Дублин, Ирландия                               | Нидерланды        | 0:4  | —            | Товарищеский матч                                                 |
| 72  | 2 сентября 2006  | Стадион Готлиба Даймлера, Штутгарт, Германия                    | Германия          | 0:1  | —            | Отборочный матч чемпионата Европы по футболу 2008                 |
| 73  | 7 октября 2006   | «Нео ГСП», Никосия, Кипр                                        | Кипр              | 2:5  | —            | Отборочный матч чемпионата Европы по футболу 2008                 |
| 74  | 11 октября 2006  | «Лэнсдаун Роуд», Дублин, Ирландия                               | Чехия             | 1:1  | 1            | Отборочный матч чемпионата Европы по футболу 2008                 |
| 75  | 15 ноября 2006   | «Лэнсдаун Роуд», Дублин, Ирландия                               | Сан-Марино        | 5:0  | —            | Отборочный матч чемпионата Европы по футболу 2008                 |
| 76  | 7 февраля 2007   | Олимпийский стадион, Серравалле, Сан-Марино                     | Сан-Марино        | 2:1  | 1            | Отборочный матч чемпионата Европы по футболу 2008                 |
| 77  | 24 марта 2007    | «Кроук Парк», Дублин, Ирландия                                  | Уэльс             | 1:0  | —            | Отборочный матч чемпионата Европы по футболу 2008                 |
| 78  | 28 марта 2007    | «Кроук Парк», Дублин, Ирландия                                  | Словакия          | 1:0  | —            | Отборочный матч чемпионата Европы по футболу 2008                 |
| 79  | 23 мая 2007      | «Джайентс», Ист Резерфорд, США                                  | Эквадор           | 1:1  | —            | Товарищеский матч                                                 |
| 80  | 26 мая 2007      | «Жиллетт», Фоксборо, США                                        | Боливия           | 1:1  | —            | Товарищеский матч                                                 |
| 81  | 22 августа 2007  | NRGi Арена, Орхус, Дания                                        | Дания             | 4:0  | —            | Товарищеский матч                                                 |
| 82  | 8 сентября 2007  | «Тегельне поле», Братислава, Словакия                           | Словакия          | 2:2  | —            | Отборочный матч чемпионата Европы по футболу 2008                 |
| 83  | 12 сентября 2007 | «AXA Арена», Прага, Чехия                                       | Чехия             | 0:1  | —            | Отборочный матч чемпионата Европы по футболу 2008                 |
| 84  | 13 октября 2007  | «Кроук Парк», Дублин, Ирландия                                  | Германия          | 0:0  | —            | Отборочный матч чемпионата Европы по футболу 2008                 |
| 85  | 17 октября 2007  | «Кроук Парк», Дублин, Ирландия                                  | Кипр              | 1:1  | —            | Отборочный матч чемпионата Европы по футболу 2008                 |
| 86  | 17 ноября 2007   | «Миллениум», Кардифф, Уэльс                                     | Уэльс             | 2:2  | —            | Отборочный матч чемпионата Европы по футболу 2008                 |
| 87  | 6 февраля 2008   | «Кроук Парк», Дублин, Ирландия                                  | Бразилия          | 0:1  | —            | Товарищеский матч                                                 |
| 88  | 20 августа 2008  | «Уллевол», Осло, Норвегия                                       | Норвегия          | 1:1  | —            | Товарищеский матч                                                 |
| 89  | 6 сентября 2008  | «Штадион ам Бручвег», Майнц, Германия                           | Грузия            | 2:1  | —            | Отборочный матч чемпионата мира по футболу 2010                   |
| 90  | 10 сентября 2008 | «Под Горицом», Подгорица, Черногория                            | Черногория        | 0:0  | —            | Отборочный матч чемпионата мира по футболу 2010                   |
| 91  | 15 октября 2008  | «Кроук Парк», Дублин, Ирландия                                  | Кипр              | 1:0  | —            | Отборочный матч чемпионата мира по футболу 2010                   |
| 92  | 19 ноября 2008   | «Кроук Парк», Дублин, Ирландия                                  | Польша            | 2:3  | —            | Товарищеский матч                                                 |
| 93  | 11 февраля 2009  | «Кроук Парк», Дублин, Ирландия                                  | Грузия            | 2:1  | —            | Отборочный матч чемпионата мира по футболу 2010                   |
| 94  | 28 марта 2009    | «Кроук Парк», Дублин, Ирландия                                  | Болгария          | 1:1  | —            | Отборочный матч чемпионата мира по футболу 2010                   |
| 95  | 1 апреля 2009    | «Сан Никола», Бари, Италия                                      | Италия            | 1:1  | —            | Отборочный матч чемпионата мира по футболу 2010                   |
| 96  | 6 июня 2009      | «Васил Левски», София, Болгария                                 | Болгария          | 1:1  | —            | Отборочный матч чемпионата мира по футболу 2010                   |
| 97  | 12 августа 2009  | «Томонд Парк», Лимерик, Ирландия                                | Австралия         | 1:1  | —            | Товарищеский матч                                                 |
| 98  | 5 сентября 2009  | «Нео ГСП», Никосия, Кипр                                        | Кипр              | 2:1  | —            | Отборочный матч чемпионата мира по футболу 2010                   |
| 99  | 10 октября 2009  | «Кроук Парк», Дублин, Ирландия                                  | Италия            | 2:2  | —            | Отборочный матч чемпионата мира по футболу 2010                   |
| 100 | 14 октября 2009  | «Кроук Парк», Дублин, Ирландия                                  | Черногория        | 0:0  | —            | Отборочный матч чемпионата мира по футболу 2010                   |
| 101 | 14 ноября 2009   | «Кроук Парк», Дублин, Ирландия                                  | Франция           | 0:1  | —            | Отборочный матч чемпионата мира по футболу 2010 (стыковые игры)   |
| 102 | 18 ноября 2009   | «Стад де Франс», Сен-Дени, Франция                              | Франция           | 1:1  | —            | Отборочный матч чемпионата мира по футболу 2010 (стыковые игры)   |
| 103 | 2 марта 2010     | «Авива», Дублин, Ирландия                                       | Бразилия          | 0:2  | —            | Товарищеский матч                                                 |
| 104 | 11 августа 2010  | «Авива», Дублин, Ирландия                                       | Аргентина         | 0:1  | —            | Товарищеский матч                                                 |
| 105 | 3 сентября 2010  | Республиканский стадион, Ереван, Армения                        | Армения           | 1:0  | —            | Отборочный матч чемпионата Европы по футболу 2012                 |
| 106 | 7 сентября 2010  | «Авива», Дублин, Ирландия                                       | Андорра           | 3:1  | 1            | Отборочный матч чемпионата Европы по футболу 2012                 |
| 107 | 8 октября 2010   | «Авива», Дублин, Ирландия                                       | Россия            | 2:3  | —            | Отборочный матч чемпионата Европы по футболу 2012                 |
| 108 | 12 октября 2010  | «Под Дубнём», Жилина, Словакия                                  | Словакия          | 1:1  | —            | Отборочный матч чемпионата Европы по футболу 2012                 |
| 109 | 26 марта 2011    | «Авива», Дублин, Ирландия                                       | Македония         | 2:1  | —            | Отборочный матч чемпионата Европы по футболу 2012                 |
| 110 | 4 июня 2011      | Национальный стадион Филиппа II Македонского, Скопье, Македония | Македония         | 2:0  | —            | Отборочный матч чемпионата Европы по футболу 2012                 |

Итого: 110 матчей / 8 голов; 49 побед, 38 ничьих, 23 поражения.

### Сводная статистика игр/голов за сборную
| Сборная          | Год              | Отборочные матчи ЧМ | Отборочные матчи ЧМ | Финальные матчи ЧМ | Финальные матчи ЧМ | Отборочные матчи ЧЕ | Отборочные матчи ЧЕ | Финальные матчи ЧЕ | Финальные матчи ЧЕ | Товарищеские матчи | Товарищеские матчи | Кубок Соединенных Штатов | Кубок Соединенных Штатов | Итого | Итого |
| Сборная          | Год              | Игры                | Голы                | Игры               | Голы               | Игры                | Голы                | Игры               | Голы               | Игры               | Голы               | Игры                     | Голы                     | Игры  | Голы  |
| ---------------- | ---------------- | ------------------- | ------------------- | ------------------ | ------------------ | ------------------- | ------------------- | ------------------ | ------------------ | ------------------ | ------------------ | ------------------------ | ------------------------ | ----- | ----- |
| Ирландия         | 1997             | 1                   | 0                   | —                  | —                  | —                   | —                   | —                  | —                  | —                  | —                  | —                        | —                        | 1     | 0     |
| Ирландия         | 1998             | —                   | —                   | —                  | —                  | —                   | —                   | —                  | —                  | 2                  | 0                  | —                        | —                        | 2     | 0     |
| Ирландия         | 1999             | —                   | —                   | —                  | —                  | 6                   | 0                   | —                  | —                  | 1                  | 0                  | —                        | —                        | 7     | 0     |
| Ирландия         | 2000             | 3                   | 0                   | —                  | —                  | —                   | —                   | —                  | —                  | 4                  | 1                  | 3                        | 0                        | 10    | 1     |
| Ирландия         | 2001             | 9                   | 2                   | —                  | —                  | —                   | —                   | —                  | —                  | 1                  | 0                  | —                        | —                        | 10    | 2     |
| Ирландия         | 2002             | —                   | —                   | 4                  | 0                  | 2                   | 0                   | —                  | —                  | 4                  | 0                  | —                        | —                        | 10    | 0     |
| Ирландия         | 2003             | —                   | —                   | —                  | —                  | 6                   | 0                   | —                  | —                  | 5                  | 1                  | —                        | —                        | 11    | 1     |
| Ирландия         | 2004             | 4                   | 0                   | —                  | —                  | —                   | —                   | —                  | —                  | 4                  | 0                  | —                        | —                        | 8     | 0     |
| Ирландия         | 2005             | 6                   | 1                   | —                  | —                  | —                   | —                   | —                  | —                  | 3                  | 0                  | —                        | —                        | 9     | 1     |
| Ирландия         | 2006             | —                   | —                   | —                  | —                  | 4                   | 1                   | —                  | —                  | 3                  | 0                  | —                        | —                        | 7     | 1     |
| Ирландия         | 2007             | —                   | —                   | —                  | —                  | 8                   | 1                   | —                  | —                  | 3                  | 0                  | —                        | —                        | 11    | 1     |
| Ирландия         | 2008             | 3                   | 0                   | —                  | —                  | —                   | —                   | —                  | —                  | 3                  | 0                  | —                        | —                        | 6     | 0     |
| Ирландия         | 2009             | 9                   | 0                   | —                  | —                  | —                   | —                   | —                  | —                  | 1                  | 0                  | —                        | —                        | 10    | 0     |
| Ирландия         | 2010             | —                   | —                   | —                  | —                  | 4                   | 1                   | —                  | —                  | 2                  | 0                  | —                        | —                        | 6     | 1     |
| Ирландия         | 2011             | —                   | —                   | —                  | —                  | 2                   | 0                   | —                  | —                  | —                  | —                  | —                        | —                        | 2     | 0     |
| Всего за карьеру | Всего за карьеру | 35                  | 3                   | 4                  | 0                  | 32                  | 3                   | 0                  | 0                  | 36                 | 2                  | 3                        | 0                        | 110   | 8     |

## Личная жизнь
Старший брат Кевина, Фаррелл, также является футболистом — он защищал цвета клуба «Ланкастер Сити», ныне выступает за английский «Траффорд Таун».
С 2010 года Килбэн совмещал спортивную карьеру и работу на ирландском телеканале «Raidió Teilifís Éireann», где он выступал в качестве футбольного эксперта на различных тематических ток-шоу.

## Достижения
- Игрок года по версии Футбольной ассоциации Ирландии: 2004/05
- Игрок года в составе «Уиган Атлетик» по версии болельщиков команды: 2007/08